# Charles Mangin
Charles Mangin (ur. 6 lipca 1866 w Sarrebourg, zm. 12 maja 1925 w Paryżu) – generał francuski.

## Życiorys
Urodził się w Sarrebourg w Lotaryngii. Absolwent Akademii Wojskowej Saint-Cyr. Pełnił służbę w Sudanie (pod Jean-Baptiste Marchandem) i we Francuskiej Afryce Północnej.
Dowódca armii francuskiej podczas I wojny światowej. W 1914 stał na czele 3 Armii, 1916–1917 6 Armii, 1918 10 Armii. Brał udział w batalii pod Verdun w 1916 roku, która przyniosła mu ogromną popularność. 22 maja 1916 roku gen. Mangin podjął próbę odzyskania straconego 25 lutego fortu Douaumont. Jego atak sprowokował dalsze natarcie niemieckiej armii pod dowództwem Ericha von Falkenhayna na wschodni brzeg Mozy. Spowodowało to zdobycie przez Niemców fortu Vaux. W październiku i grudniu 1916 autor zakończonych powodzeniem szturmów pod Verdun, które spowodowały ostateczne odbicie z rąk niemieckich fortów Douaumont i Vaux. W 1917 brał udział w tzw. Ofensywie Nivelle'a, m.in. w nieudanej dla wojsk Ententy bitwie pod Aisne. W lecie 1918 uczestnik II bitwy nad Marną, gdzie dowodził francuską 10 Armią.
Po wojnie zwolennik twardej polityki wobec Niemiec i francuskiej okupacji Zagłębia Ruhry 1923–1925. Generał Charles Mangin był nazywany przez żołnierzy „rzeźnikiem” (le boucher) ze względu na nieustępliwy tryb prowadzenia wojny.
W roku 1917 został oskarżony przez czarnoskórego deputowanego z Senegalu Blaise Diagne o masakrę oddziałów kolorowych walczących po stronie Francji i wysyłanie ich w najcięższe odcinki walk, dzięki czemu zyskał także mało prestiżowy przydomek „zabójcy czarnych”.